# 佟根柱
佟根柱（1952年9月—），北京顺义人。中华人民共和国地方官员。

## 生平
1970年12月参加工作，1976年12月加入中国共产党。曾任昌平区区长，中共昌平区委书记。2008年，任北京市政协常委，北京市政协民族和宗教委员会主任。2015年1月，因涉嫌违纪违法被撤销北京市政协常委和委员资格。同年2月，北京市检察机关决定以涉嫌受贿罪对佟根柱决定逮捕。2015年12月30日，北京二中院一审以受贿罪，判处佟根柱有期徒刑11年，并处罚金11万元。